# Duke Nukem: Manhattan Project
Duke Nukem: Manhattan Project — видеоигра в жанре платформера, разработанная компанией Sunstorm Interactive в 2002 году для PC. Разработкой игры занималась студия Sunstorm Interactive, 3D Realms выступила в роли компании-продюсера, а Arush Entertainment — в роли издателя. В 2010 году вышел порт игры для Xbox Live Arcade. В России версия игры для PC была издана компанией 1С, переводом игры занимался Дмитрий Пучков, впоследствии игра вышла с пометкой «Перевод под редакцией ст. о/у Гоблина».
Хотя игра имеет трёхмерный графический движок, игровой процесс игры выполнен в стиле платформера.

## Сюжет
Дюку Нюкему предстоит спасти остров Манхэттен от безумного учёного Меха Морфикса, превращающего разнообразных живых существ в опасных мутантов с помощью радиоактивной слизи под названием ГЖОПП (Глюоновая Жидкая Омега ПротоПлазма).
В игре присутствует 24 уровня на 8 различных локаций. В каждом уровне Дюку предстоит найти бомбу, в которой заключена девушка. Также главному герою предстоит найти ключ от силового поля, ведущего на следующий уровень.

## Оценки
| Сводный рейтинг       | Сводный рейтинг           |
| Агрегатор             | Оценка                    |
| --------------------- | ------------------------- |
| GameRankings          | ПК: 77,46 % X360: 47,08 % |
| Metacritic            | 78                        |
| Иноязычные издания    |                           |
| Издание               | Оценка                    |
| GameSpot              | 7,9                       |
| GameSpy               | 83 / 100                  |
| IGN                   | 7,7                       |
| Русскоязычные издания |                           |
| Издание               | Оценка                    |
| Absolute Games        | 80 %                      |
| «Игромания»           | 8,0                       |